# Jersey Shore, Pennsylvania
Jersey Shore là một thị trấn thuộc quận Lycoming, tiểu bang Pennsylvania, Hoa Kỳ. Năm 2010, dân số của thị trấn này là 4361 người.